# Fustiñana
Fustiñana es una villa y un municipio español de la Comunidad Foral de Navarra, en la merindad de Tudela, en la comarca de la Ribera Navarra y a 110 km de la capital de la comunidad, Pamplona. 
Su población en 2024 fue de 2451 habitantes (INE).

## Símbolos
El escudo de Fustiñana es de plata con la cruz de San Juan de Jerusalén de oro. Así figura en la bandera del ayuntamiento, junto al escudo de Navarra.

## Geografía

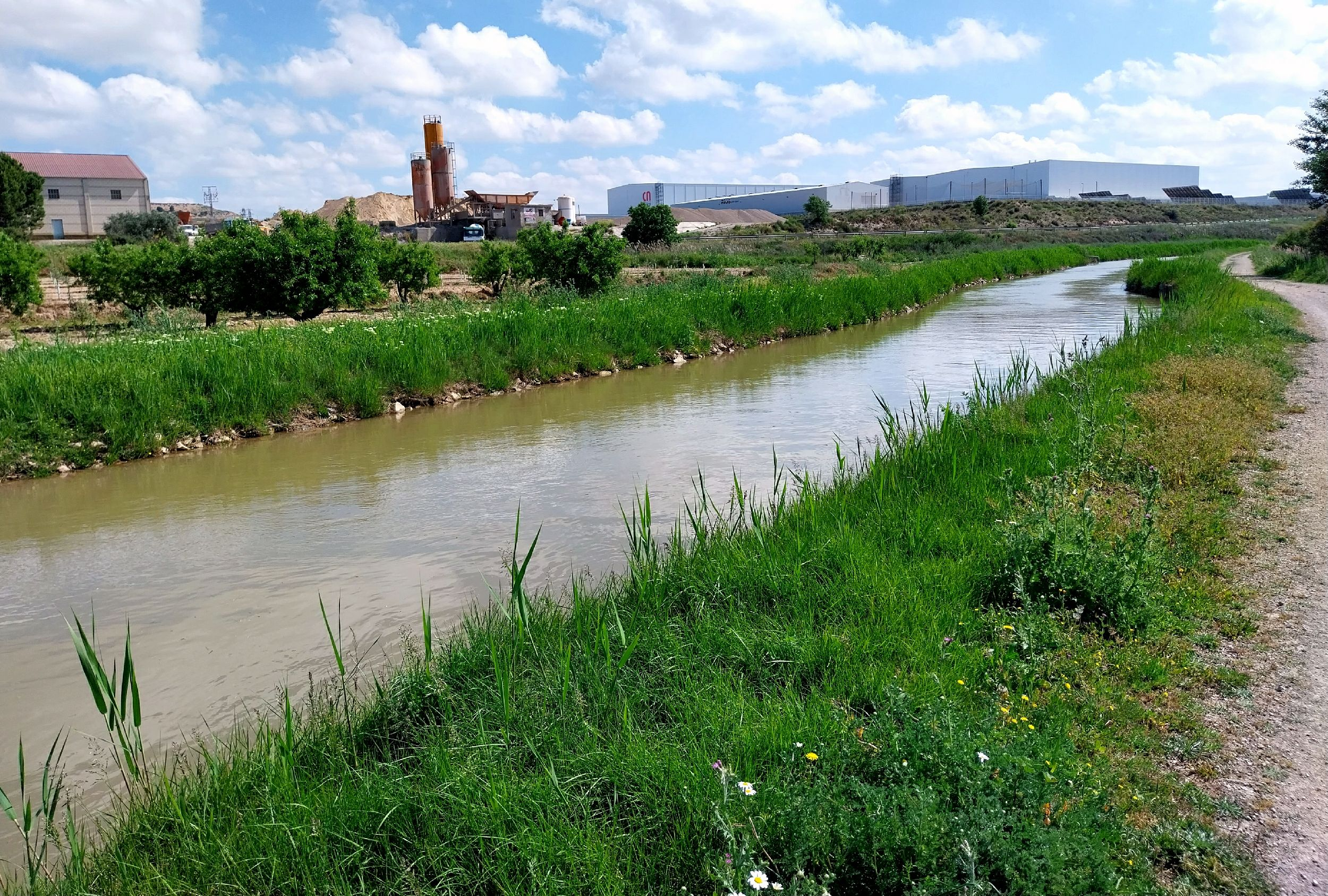
El canal de Tauste a su paso por Fustiñana

La villa de Fustiñana se encuentra situada al sur de la Comunidad Foral de Navarra en la región geográfica de la Ribera de Navarra a una altitud de 258 m s. n. m. Su término municipal tiene una superficie de 67,1 km² y limita al norte y este con las Bardenas Reales, al sur con Buñuel y al oeste con Ribaforada y Cabanillas.

## Historia
Existió probablemente un poblamiento en época de romanización denominado «Villa Faustiniana», según parece dar a entender el topónimo.
Conquistado por Alfonso I El Batallador a la vez que Tudela y resto de la comarca (1119), el rey García Ramírez, en 1189, concedió esta villa a la Orden Hospitalaria de San Juan de Jerusalén (1142) donde se establecería una encomienda dentro del Gran Priorato de Navarra de la Orden de San Juan de Jerusalén.
El señorío sobre la villa fue ejercido por los Priores Sanjuanistas, que designaban alcaldes ordinarios hasta la abolición de los señoríos en 1837. Como consecuencia de la abolición, el antiguo señorío de la Torre de Leoz fue incorporado a la villa a mitad del siglo XIX hasta que formó parte de la Comunidad de Bardenas Reales.

## Demografía
Fustiñana cuenta con una población de 2451 habitantes (INE 2024).
| Gráfica de evolución demográfica de Fustiñana entre 1842 y 2021                                                     |
| |
| Población de derecho según los censos de población del INE Población de hecho según los censos de población del INE |

## Administración y política
La administración política de la villa se realiza desde 1979 a través de un Ayuntamiento de gestión democrática cuyos componentes se eligen cada cuatro años por sufragio universal. El censo electoral está compuesto por todos los residentes empadronados en ella mayores de 18 años y nacionales de España y de los otros países miembros de la Unión Europea. Según lo dispuesto en la Ley del Régimen Electoral General, que establece el número de concejales elegibles en función de la población del municipio, la Corporación Municipal está formada por 11 concejales. La sede del consistorio está emplazada en la plaza de los Fueros 1.

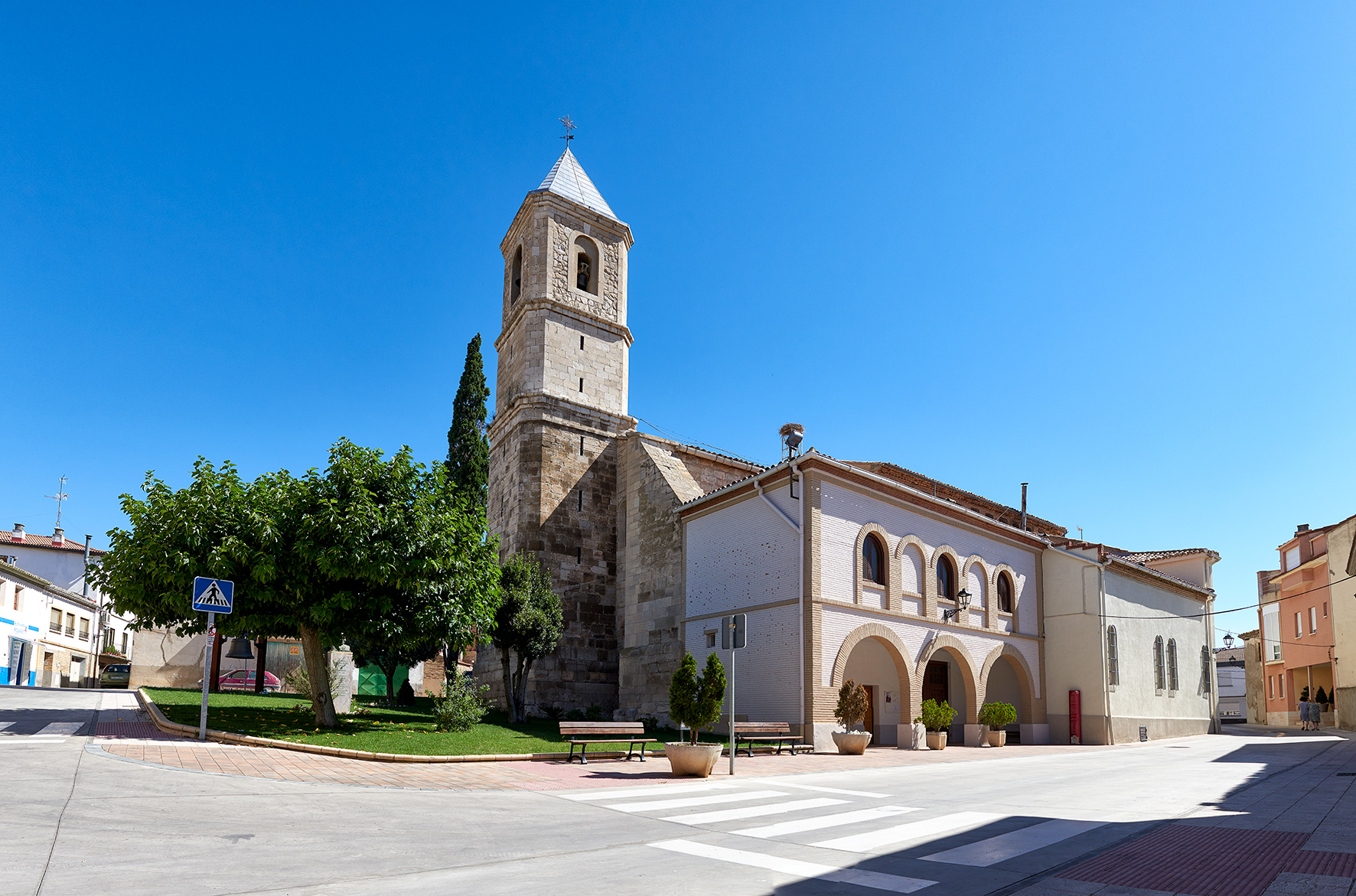
Iglesia de la Asunción

| Partido político                                | 2019  | 2019       | 2015  | 2015       | 2011  | 2011       | 2007  | 2007       | 2003  | 2003       | 1999  | 1999       | 1995  | 1995       |
| Partido político                                | %     | Concejales | %     | Concejales | %     | Concejales | %     | Concejales | %     | Concejales | %     | Concejales | %     | Concejales |
| Navarra Suma (NA+)                              | 47,86 | 6          | —     | —          | —     | —          | —     | —          | —     | —          | —     | —          | —     | —          |
| Partido Socialista de Navarra (PSN-PSOE)        | 42,91 | 5          | 30,19 | 4          | 38,41 | 4          | 42,11 | 5          | 45,65 | 5          | 42,16 | 5          | 30,48 | 4          |
| Agrupación Fustiñana de Izquierdas (AFI)        | 7,42  | 0          | 12,19 | 1          | —     | —          | —     | —          | —     | —          | —     | —          | —     | —          |
| Unión del Pueblo Navarro (UPN)                  | —     | —          | 48,95 | 6          | 58,33 | 7          | 56,77 | 6          | 52,89 | 6          | 54,99 | 6          | 52,07 | 6          |
| Partido Popular (PP)                            | —     | —          | 7,34  | 0          | —     | —          | —     | —          | —     | —          | —     | —          | —     | —          |
| A.I. Agricultores y Ganaderos Fustiñana (AIAGF) | —     | —          | —     | —          | —     | —          | —     | —          | —     | —          | —     | —          | 14,41 | 1          |

## Cultura

### Patrimonio
Son varios los monumentos de que dispone esta localidad. No obstante, la Iglesia levantada en honor a Nuestra Señora de la Asunción y la Ermita de Santa Lucía, situada en las faldas de las Bardenas Reales, son dos de los edificios más emblemáticos de Fustiñana. Junto a ellos es destacable el edificio de la Casa Consistorial, la cual fue construida en 1686 por Manuel Pontón y ampliada en 1981.

### Fiestas y eventos

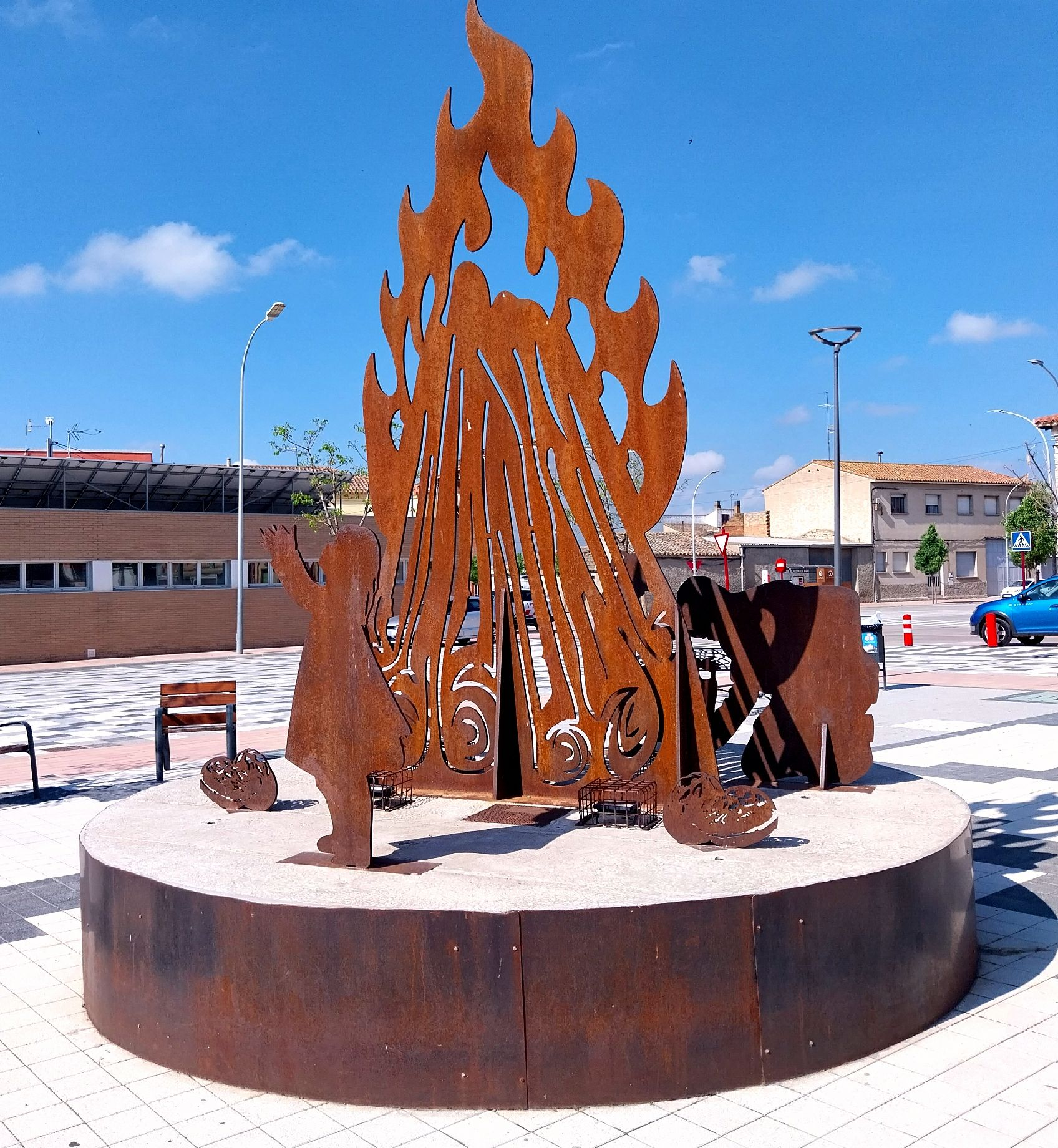
Monumento alusivo a la hoguera en honor de la Virgen de la Peña

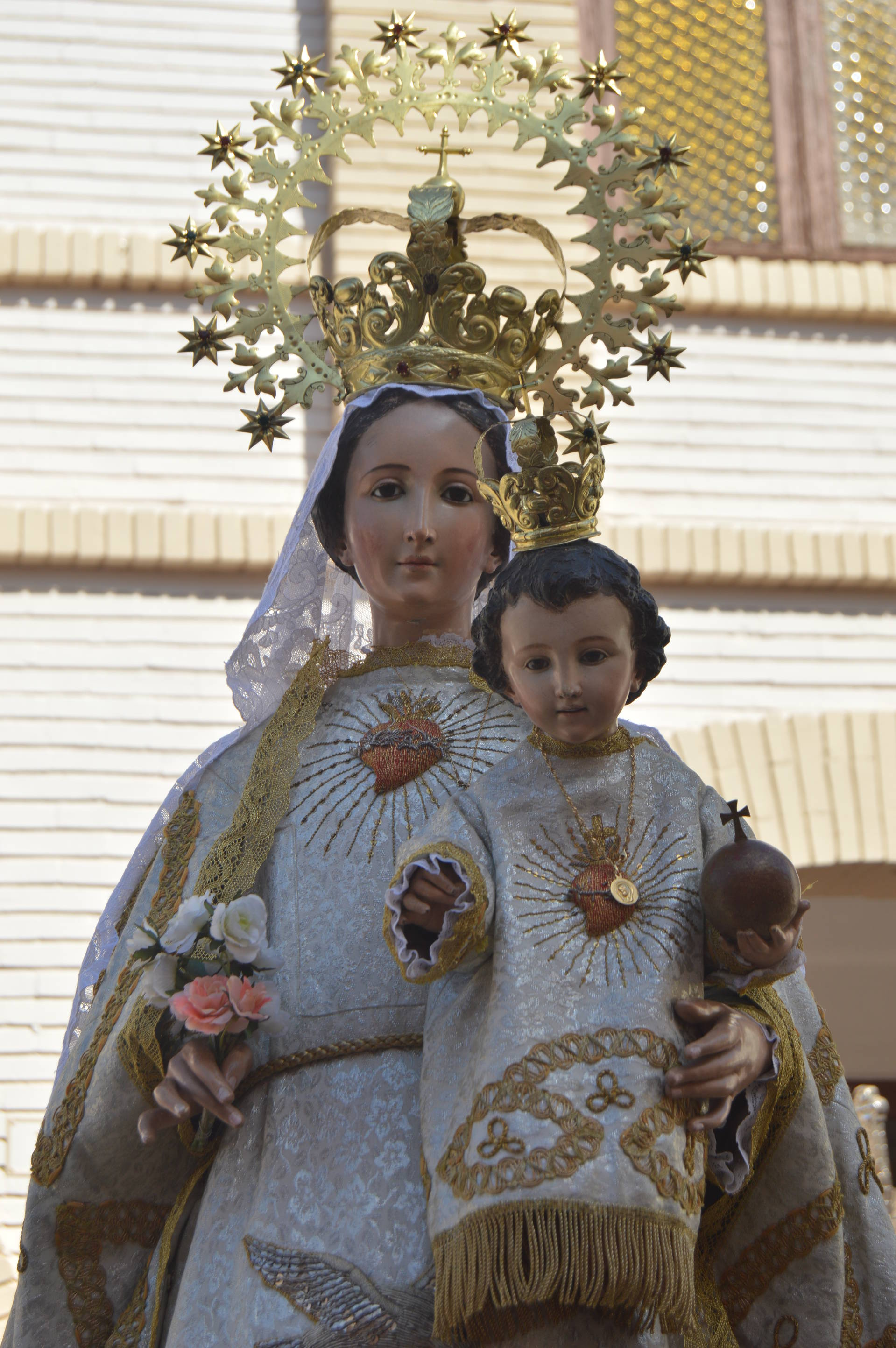
Virgen de la Peña

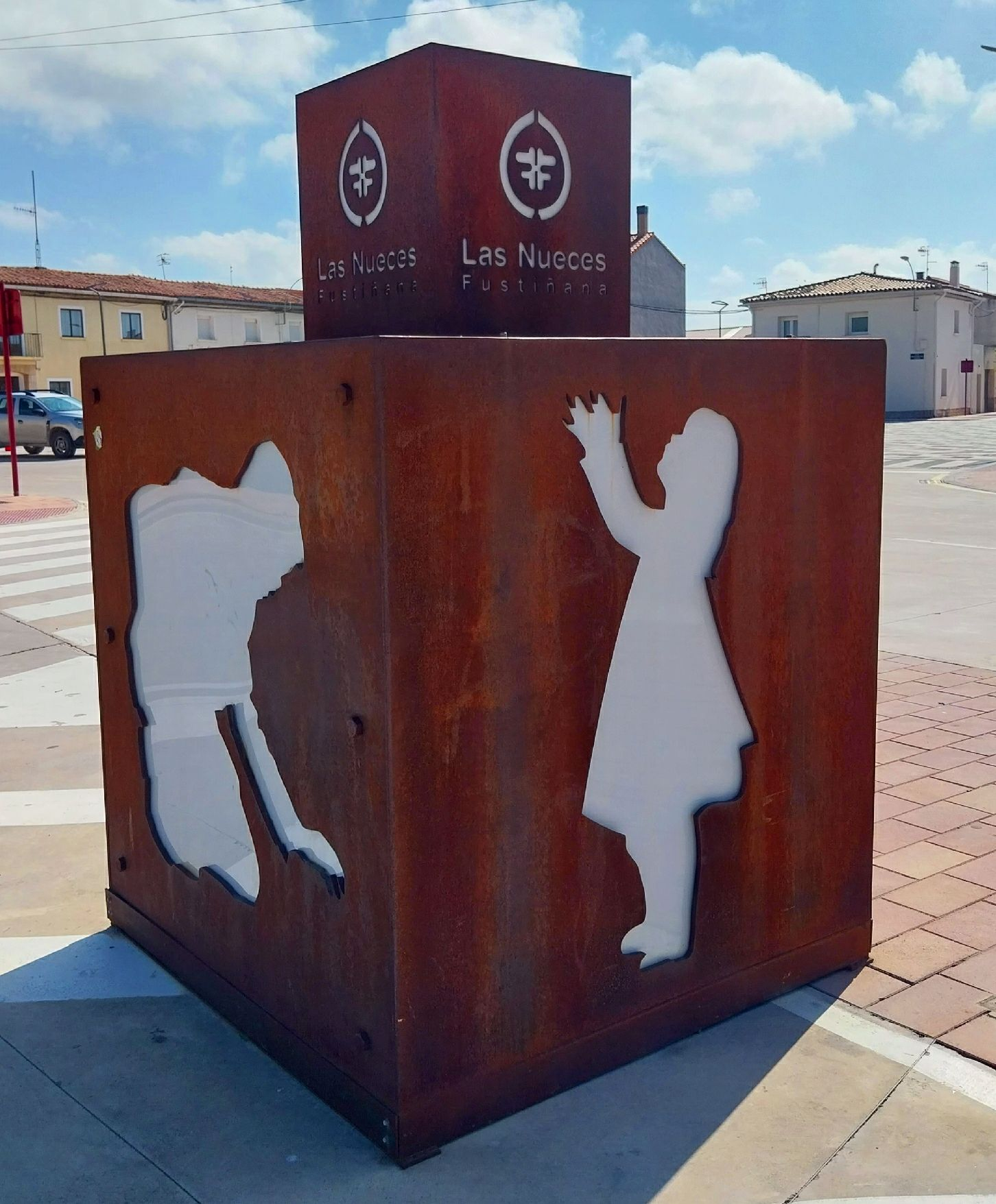
Monumento a las nueces de Fustiñana

#### Fiestas patronales
Las fiestas patronales en honor a los Santos Justo y Pastor se celebran del 5 al 12 de agosto. Comienzan las fiestas con un buen almuerzo antes del chupinazo que da inicio a estas fiestas. El cohete, el caldico, los encierros, las vaquillas, la procesión, las comidas populares, los conciertos, las verbenas, el «Riau Riau», etc.. son los actos principales que se celebran en estas fiestas y que tienen gran aceptación. Hasta principios de siglo se bailaba un paloteado el día de los Santos Justo y Pastor. Intervenían ocho danzaris, un mayoral y un rabadán. Se recuperó por el grupo de dantzas Barde-Ribera en 1979 bailándose hasta 1993 . En el año 2009 se recuperó «el Paloteado» gracias al trabajo de antiguos paloteadores, y tuvo mucha aceptación por parte de todo el pueblo que acudió a verlo. En el año 2010 se incorporaron al grupo Barde-Ribera las mujeres y actualmente el equipo se ha ampliado con numerosas incorporaciones. El paloteado de las fiestas patronales del año 2011 se ha visto enriquecido con los nuevos trajes que lucieron las paloteadoras.

#### Fiestas de la Virgen de la Peña
En honor a la Compatrona, la Virgen de la Peña, se celebran el tercer fin de semana de noviembre, durando estas fiestas desde el Sábado al Martes, siendo el día grande el Domingo, Durante el Sábado y el Domingo se coloca una gran hoguera en el centro de la plaza, y por la noche, cientos de kilos de nueces son lanzados por los balcones del Ayuntamiento, congregando en la plaza para recogerlos a cientos de personas. Al finalizar se quema una colección de fuegos artificiales y se reparte vino gratuito en la Camporta. El domingo son tradicionales las auroras a la Virgen de la Peña por parte de los Auroros de Fustiñana y las dianas por la Banda de Música, a los cuales los depositarios les reciben con un suculento desayuno para coger fuerzas en esa mañana. Más tarde se realiza la procesión de la Virgen por las calles de la villa y por la noche se repite el lanzamiento de nueces. Nueve días antes comienza la novena en honor de la Virgen de la Peña, a la que acude mucha gente y en la que se le canta y reza con gran fervor. 
El lunes de fiestas es el día de los calderetes. Todo el pueblo juntado en familias, cuadrillas de amigos, etc.. se juntan en la plaza para cada uno preparar su rancho con los ingredientes que entregan los depositarios, familia del pueblo que cada año se encarga de preparar las fiestas. Algún año se han llegado a contar más de 120 calderetes. Y el martes, último día de fiestas se dedica a los niños, con una comida y juegos, y para los mayores se suele realizar una comida popular de alubias. Para sufragar estos gastos que tienen las fiestas se realiza el tercer Domingo de septiembre una colecta popular por el pueblo. Se acude con un manto pequeño de la virgen y una bolsa para echar el dinero, llegando a recaudar en aproximadamente 2 horas unos 15 000 euros.

## Localidades hermanadas
La villa de Fustiñana está hermanada con el municipio francés de Castets desde 2024.